# Книжный клуб: Новая глава
«Книжный клуб: Новая глава» (англ. Book Club 2 – The Next Chapter) — художественный фильм режиссёра Билла Холдермана. Главные роли в фильме исполнили Джейн Фонда, Дайан Китон, Мэри Стинберджен и Энди Гарсия. Сиквел фильма «Книжный клуб».
Премьера фильма состоялось 12 мая 2023 года.

## Сюжет
Четыре лучшие подруги отправляются со своим книжным клубом в Италию на веселый девичник, которого у них никогда не было и готовятся к свадьбе Вивиан с Артуром. Главные героини читают книгу «Алхимик» Пауло Коэльо. Когда всё идёт не по плану и раскрываются секреты прошлого, спокойный отдых превращается в приключение по всей стране, которое бывает раз в жизни.

## В ролях
- Дайан Китон — Дайан
- Джейн Фонда — Вивиан
- Кэндис Берген — Шэрон Майерс
- Мэри Стинберджен — Кэрол Колби
- Энди Гарсия — Митчелл
- Дон Джонсон — Артур
- Крейг Т. Нельсон — Брюс Колби
- Джанкарло Джаннини
- Хью Куарши
- Винсент Риотта

## Производство и премьера
В мае 2022 года стало известно о начале производства фильма «Книжный клуб 2 — Новая глава». Китон, Фонда, Берген, Стинбурген, Гарсия, Джонсон и Нельсон повторили свои роли из первого фильма. Кинокомпания Focus Features выступит дистрибьютором на внутреннем рынке, а Universal Pictures будет распространять фильм в международном прокате, за исключением Филиппин. В июле 2022 года стало известно, что премьера фильма намечена на 12 мая 2023 года.